# Ciclo de sobreexpectación

Ciclo de sobreexpectación

Un ciclo de sobreexpectación es una representación gráfica de la madurez, adopción y aplicación comercial de una tecnología específica. 

## Término
El término fue acuñado por Gartner, una casa de análisis/investigación, basada en los EE. UU., que proporciona opiniones, consejos y datos sobre la industria de las tecnologías de la información mundial. Un ejemplo de un ciclo de sobreexpectación se encuentra en la ley de Amara, declarado por Roy Amara, y la cual dice que: 
Nuestra tendencia es sobrestimar los efectos de una tecnología en el corto plazo y subestimar el efecto en el largo plazo.
Desde 1995, Gartner ha utilizado el ciclo de sobreexpectación para caracterizar el entusiasmo sobredimensionado y la subsiguiente decepción que ocurre habitualmente en la introducción de nuevas tecnologías.

## Fases
El ciclo de sobreexpectación de Gartner se compone de cinco fases:
1. "Lanzamiento" - La primera fase de un ciclo es el "lanzamiento", una presentación del producto o cualquier otro evento genera interés y presencia en los medios.
2. "Pico de expectativas sobredimensionadas" - En la siguiente fase, el impacto en los medios genera normalmente un entusiasmo y expectativas poco realistas. Es posible que algunas experiencias pioneras se lleven a cabo con éxito, pero habitualmente hay más fracasos.
3. "Abismo de desilusión" - Las tecnologías entran en el abismo de desilusión porque no se cumplen las expectativas.  Estas tecnologías dejan de estar de moda y en consecuencia, por lo general la prensa abandona el tema.
4. "Rampa de consolidación" - Aunque la prensa haya dejado de cubrir la tecnología, algunas empresas siguen, a través de la "pendiente de la iluminación", experimentando para entender los beneficios que puede proporcionar la aplicación práctica de la tecnología.
5. "Meseta de productividad" - Una tecnología llega a la "meseta de productividad", cuando sus beneficios están ampliamente demostrados y aceptados. La tecnología se vuelve cada vez más estable y evoluciona en segunda y tercera generación. La altura final de la meseta varía en función de si la tecnología es ampliamente aplicable o sólo beneficia a un nicho de mercado.

El término se utiliza ahora de forma generalizada en el marketing de las TIC.